# Carol Welsmanová
Carol Welsmanová (* 29. září 1960 Toronto) je kanadská jazzová zpěvačka-skladatelka a klavíristka, vnučka skladatele a dirigenta Franka Welsmana a sestra skladatele Johna Welsmana. Opakovaně byla nominována na kanadskou hudební cenu Juno Award.

## Umělecká kariéra
Absolvovala bostonskou Berklee College of Music, kde jako hlavní nástroj studovala klavír, dále pak skladbu a aranžmá. Pěvecké lekce navštěvovala během pobytu v Paříži. Roku 1990 se vrátila do rodného Toronta a osm let působila na Hudební fakultě Torontské univerzity, kde přednášela jazzový přednes. Soukromě také vyučovala vokální improvazi a jazzový přednes na workshopech a stážích v Kanadě a Spojených státech. Následně působila na dalších univerzitách.
V roce 1995 vydala album Lucky to be me se singlem „This Lullaby“, který přednesla 11. září 2004 v Show Larryho Kinga u příležitosti pátého výročí Útoků na Světové obchodní centrum. Tuto skladbu nazpívala její krajanka Céline Dion na své desce Miracle vydané o měsíc později v říjnu 2004 pod názvem „Baby, Close Your Eyes“.
Zpěvačka také napsala písňové texty pro další umělce, včetně Raye Charlese a Nicole Scherzingerové z Pussycat Dolls. V roce 2005 se stala předmětem dokumentu Language of Love, produkovaného společností Stormy Nights. Natáčel se v Brazílii, Itálii a Severní Americe, když v něm vystupovala s Herbie Hancockem, brazilskou superstar Djavanem a Romanem Musumarrou. Album I Like Men – Reflections of Miss Peggy Lee z roku 2009 zařadil deník USA Today mezi pět nejlepších desek roku.
Rodnou řečí je angličtina, v níž interpretuje většinu skladeb. Hovoří také francouzsky a několik titulů nazpívala v portugalštině.

## Diskografie

### Alba
- 1987: Just Imagination (EMI)
- 1995: Lucky to be me (Welcar Music)
- 1997: Inclined (Welcar Music)
- 1999: Swing Ladies, Swing – pocta zpěvákům swingové éry (Welcar Music)
- 2001: Hold Me (BMG Music Canada)
- 2003: The Language of Love (produkce Oscar Castro Neves, Savoy)
- 2005: What'cha Got Cookin' (Ludlow Music, Columbia Records, Japonsko)
- 2007: Carol Welsman (Justin Time Records, International Release, produkce Jimmy Haslip)
- 2008: Memories of You – pocta Bennymu Goodmanovi, s klarinetistou Kenem Peplowskim (japonská nahrávka – Muzak Records/Welcar Music)
- 2009: I like Men – Reflections of Miss Peggy Lee (produkce Jimmy Branly a Carol Welsman, Welcar Music)
- 2012: Journey (produkce Pierre Coté a Jimmy Branly)